# Méline Nocandy
Méline Nocandy, född 25 februari 1998 i Saint-Claude, Guadeloupe, är en fransk handbollsspelare. Hon spelar som mittnia.

## Klubblagskarriär
Nocandy föddes på  Guadeloupe  och spelade handboll  i föreningen Zayen La. Franska klubbar blev uppmärksamma på niometersspelaren och 2015 började hon spela för Metz HB. Under sina första två säsonger spelade Nocandy mest i reservlaget med inhopp i A-laget. Sedan säsongen 2017-2018 har hon varit ordinarie a A-laget.. Med Metz HB vann hon 2016?, 2017, 2018, 2019 och 2022 franska mästerskapet. Hon tog även brons i EHF Champions League 2022. Sommaren 2022 byter hon klubb till Paris 92.

## Landslagskarriär
Nocandy började 2016 spela för det franska ungdomslandslaget vid U-18 VM. Följande år vann hon vid U-19 EM guld med franska laget efter att ha besegrat ryskorna i finalen. Nocandy gjorde 6 mål finalen och blev utvald till Frankrikes bästa spelare i turneringen. 2018 spelade hon U-20 VM men då blev det en sjunde plats i turneringen.
Nocandy ryckte in i A-landslaget före Golden League 2019 som ersättare för skadade Grâce Zaadi. Hon debuterade 21 mars 2019 mot Rumänien. Nocandy spelade sedan i VM 2019. 2020 spelade hon EM i Danmark och vann sin första mästerskapsmedalj som senior. Största framgången uppnådde hon i OS 2020 i Tokyo då hon tog hem ett OS-guld. I december 2021  vid VM i Spanien fick hon nöja sig med silver efter förlust i finalen 22-29 mot Norge.

## Utmärkelser
- Riddare av Hederslegionen,  8 september 2021[9]

[Redigera Wikidata]